# Wade Wilson (jogador de futebol americano)
Charles Wade Wilson (Greenville, 1 de fevereiro de 1959 - Coppell, 1 de fevereiro de 2019 ) foi um ex-jogador profissional de futebol americano estadunidense que foi campeão da temporada de 1995 da National Football League jogando pelo Dallas Cowboys.
Wilson morreu de um ataque cardíaco em sua casa em Coppell, Texas no dia de seu 60º aniversário.